# António Leal Moreira
António Leal Moreira (Abrantes, 30 de junho de 1758 — Lisboa, 26 de novembro de 1819) foi um compositor português.

## Biografia
A 30 de Junho de 1766 entrou no Seminário da Patriarcal de Lisboa, onde foi aluno de João de Sousa Carvalho. Em 1775 tornou-se assistente de seu professor e organista. Em 1787 é nomeado mestre de capela. Em 19 de Maio de 1777 realiza o seu primeiro trabalho sacro, a Missa do Espírito Santo, que foi cantada durante a aclamação da rainha D. Maria I de Portugal.
Em 8 de agosto do mesmo ano foi admitido como membro da união de músicos de Lisboa, a Irmandade de Santa Cecília. A maior parte da sua música sacra foi composta para a Capela Real e desde 1782 começou a escrever serenatas, que foram tocadas nos palácios de Queluz e Ajuda.
Em 1790 tornou-se diretor musical do Teatro da Rua dos Condes, onde estavam representando óperas italianas. Três anos mais tarde no palácio, do financiador Anselmo José da Cruz Sobral, em Lisboa, estréia o drama Il natale augusto. Entre os vários cantores que participaram se lembra a mezzo-soprano portuguesa Luísa Todi.
Moreira, em 1793, tornou-se o primeiro diretor musical do novo Teatro de São Carlos, onde foi representada a sua obra com texto em português A vingança da cigana (1794). Em 1799 deixou a direção do São Carlos a Marcos Portugal e Francesco Federici. No ano seguinte, contribuiu com a produção "pasticcio" Il disertore francese, que esteve em cena no palco no Teatro Carignano, em Turim, e do Teatro La Scala de Milão.

## Considerações sobre o artista
A sua obra Teatral e Sacra é fortemente influenciada pelo estilo de Giovanni Paisiello e de Domenico Cimarosa. Depois de António Teixeira foi o primeiro a compor ópera utilizando o texto em português, embora a maioria de suas obras estejam em italiano.

## Composições

### Ópera
- Bireno ed Olimpia (serenata, libreto de Gaetano Martinelli, 1782, Lisboa)
- Siface e Sofonisba (drama para música cantada, libreto de Gaetano Martinelli, 1783, Lisboa)
- L'imenei de Delfo (drama lírico alegórico, libreto de Gaetano Martinelli, 1785, Lisboa)
- Ascanio in Alba (drama para música cantada, libreto de Claudio Nicola Stampa, 1785, Lisboa)
- Artemisia, regina de Caria (drama para música cantada, libreto de Gaetano Martinelli, 1787, Lisboa)
- Gli eroi spartani (drama para música, libreto de Gaetano Martinelli, 1787, Lisboa)
- Gli affetti del genio lusitano (drama para música cantada, libreto de Gaetano Martinelli, 1789, Lisboa)
- Il puro omaggio (drama para música, libreto de Gaetano Martinelli, 1791, Lisboa)
- Il natale augusto (drama para música, libreto de Gaetano Martinelli, 1793, Lisboa)
- A saloia enamorada, ou O remédio é casar (farsa, libreto de D. Caldas Barbosa, 1793, Lisboa)
- A vingança da cigana (drama joco-sério, libreto de D. Caldas Barbosa, 1793, Lisboa)
- L’eroina lusitana (drama para música, libreto de Gaetano Martinelli, 1795, Lisboa)
- Musiche ne Il disertore francese (ópera buffa, 1800, Turim)
- Arie ne Il serraglio d'Osmano de Giuseppe Gazzaniga

### Outros trabalhos
- Ester (oratório, libreto de Gaetano Martinelli, 1786, Lisboa)
- 5 vilancicos (1779)
- 4 missas
- 2 Magnificat
- 11 responsórios
- Diversos salmos
- Outros trabalhos sacros menores
- Moda de Zambumba para 3 vozes e pianoforte
- Sinfonia em ré maior per 2 orquestras (1793)
- Sinfonia em si maior (1803)
- Sinfonia em ré maior (1805)
- Sinfonia per 6 órgãos